# David von Ballmoos
David von Ballmoos (Burgdorf, 30 december 1994) is een Zwitsers voetballer die speelt als doelman voor de Zwitserse ploeg BSC Young Boys.

## Carrière
Von Ballmoos startte bij de jeugd van Koppiger SV waar hij speelde tot 2007. Nadien schakelde hij over naar de jeugd van BSC Young Boys. Voor deze ploeg maakte hij ook zijn profdebuut. Tussen 2015 en 2017 werd hij uitgeleend aan FC Winterthur. Hij werd in 2018 en in 2019 landskampioen met Young Boys.
Hij speelde 2 wedstrijden voor de jeugdploegen van zijn land.

## Statistieken
| Seizoen         | Club            | Land                 | Competitie       | Competitie | Competitie | Beker | Beker | Europees | Europees | Totaal | Totaal |
| Seizoen         | Club            | Land                 | Competitie       | Wed.       | Dlp.       | Wed.  | Dlp.  | Wed.     | Dlp.     | Wed.   | Dlp.   |
| --------------- | --------------- | -------------------- | ---------------- | ---------- | ---------- | ----- | ----- | -------- | -------- | ------ | ------ |
| 2013/14         | BSC Young Boys  | Vlag van Zwitserland | Super League     | 0          | 0          | 0     | 0     | ―        | ―        | 0      | 0      |
| 2014/15         | BSC Young Boys  | Vlag van Zwitserland | Super League     | 0          | 0          | 0     | 0     | 0        | 0        | 0      | 0      |
| 2015/16         | → FC Winterthur | Vlag van Zwitserland | Challenge League | 31         | 0          | 0     | 0     | ―        | ―        | 31     | 0      |
| 2016/17         | → FC Winterthur | Vlag van Zwitserland | Challenge League | 32         | 0          | 0     | 0     | ―        | ―        | 32     | 0      |
| 2017/18         | BSC Young Boys  | Vlag van Zwitserland | Super League     | 17         | 0          | 4     | 0     | 8        | 0        | 29     | 0      |
| 2018/19         | BSC Young Boys  | Vlag van Zwitserland | Super League     | 34         | 0          | 1     | 0     | 6        | 0        | 41     | 0      |
| 2019/20         | BSC Young Boys  | Vlag van Zwitserland | Super League     | 34         | 0          | 5     | 0     | 8        | 0        | 47     | 0      |
| 2020/21         | BSC Young Boys  | Vlag van Zwitserland | Super League     | 31         | 0          | 1     | 0     | 11       | 0        | 43     | 0      |
| Carrière totaal | Carrière totaal | Carrière totaal      | Carrière totaal  | 179        | 0          | 11    | 0     | 33       | 0        | 223    | 0      |

## Erelijst
- BSC Young Boys
  - Landskampioen: 2018, 2019, 2020, 2021
  - Zwitserse voetbalbeker: 2020

3 Hadjam ·
4 Zourkou ·
5 Husić ·
6 Pfeiffer ·
7 Ugrinic ·
8 Łakomy ·
9 Itten ·
10 Imeri ·
11 Colley ·
13 Camara ·
14 Chaiwa ·
15 Elia ·
17 Janko ·
20 Niasse ·
21 Virginius ·
22 Conté ·
23 Benito ·
24 Althekame ·
26 Von Ballmoos  ·
27 Blum ·
30 Lauper ·
31 Conte ·
33 Keller ·
35 Ganvoula ·
39 Males ·
40 Marzino ·
77 Monteiro ·
Coach: Magnin